# کیلونا (لوئیزیانا)
کیلونا (به انگلیسی: Killona) شهری در ایالت لوئیزیانا کشور ایالات متحده آمریکا است که جمعیت آن در سرشماری سال ۲۰۱۰ میلادی، ۷۹۳ نفر بوده‌است.